# Иванов, Александр Николаевич (руководитель)
Александр Нико́лаевич Ивано́в (род. 12 февраля 1961, село Панево, Псковская область) — российский управленец. Действительный государственный советник Российской Федерации 1-го класса (2022).
В августе 2015 года назначен правительством главой Федерального космического агентства.

## Биография
Родился 12 февраля 1961 г. в селе Панево Новоржевского района Псковской области.

### Образование
В 1984 г. окончил Ленинградский институт авиационного приборостроения (ныне — ГУАП), в 1999 г. — Военную академию ракетных войск стратегического назначения имени Петра Великого.
Кандидат военных наук.

### Служба
С 1984 по 2011 год проходил службу на различных должностях в ВС СССР и РФ:
- с 1984 по 2008 г. на 1-м Государственном испытательном космодроме (от инженера расчета до заместителя начальника космодрома по научно-исследовательской и испытательной работе);
- с 2009 по 2011 год — начальник вооружения — заместитель командующего Космическими войсками по вооружению.

С апреля 2013 г. — начальник Главного управления научно-исследовательской деятельности и технологического сопровождения передовых технологий (инновационных исследований) Министерства обороны Российской Федерации.

### Работа и карьера
С 2011 года — начальник Управления обеспечения средствами выведения космических аппаратов, с 2012 года — заместитель генерального директора по эксплуатации космических комплексов ОАО «Информационные спутниковые системы» имени академика М. Ф. Решетнева».
Распоряжением Правительства Российской Федерации от 12 декабря 2013 г. № 2348-р назначен первым заместителем руководителя Федерального космического агентства.
В 2015 году Премьер-министр России Дмитрий Медведев подписал распоряжение Правительства РФ о назначении Александра Иванова временно исполняющим обязанности руководителя Роскосмоса (до 01.02.2016).
В 2016 году вновь назначен первым заместителем Федерального космического агентства (Роскосмос).
С 17 июля 2018 года занимает пост члена коллегии Военно-промышленной комиссии Российской Федерации.
Указом Президента Российской Федерации от 28 июня 2022 года № 414 присвоен классный чин действительного государственного советника Российской Федерации 1 класса.